# 幻象5型戰鬥機
幻象5型戰鬥機，是一型法國達梭公司在1960年代推出的戰鬥機，衍生自著名的幻象3型戰鬥機，並衍生出以色列的鷹式戰鬥機、幼獅戰鬥機和南非的獵豹戰鬥機。

## 歷史

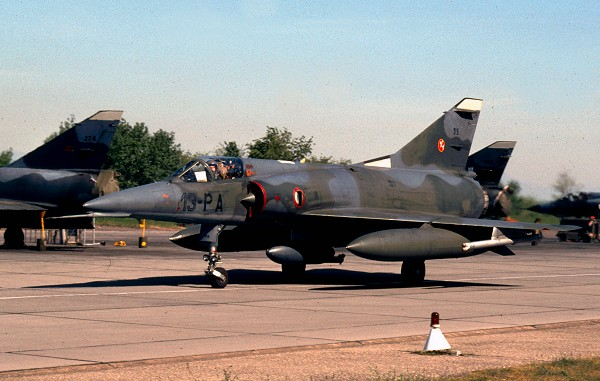
法國空軍幻象5F。

### 源起

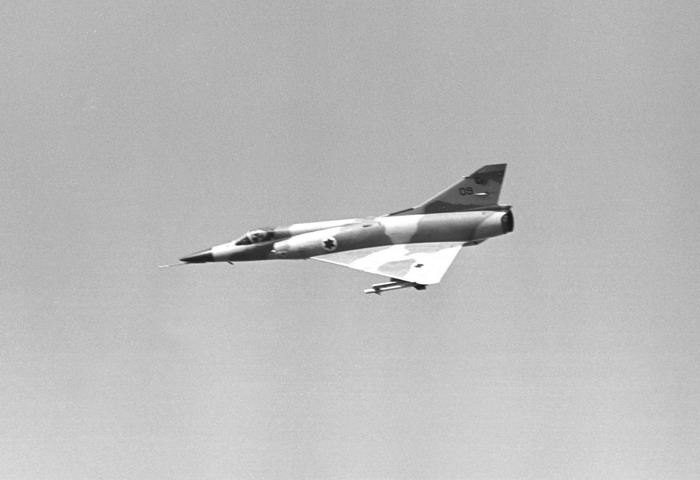
贖罪日戰爭中於敘利亞戈蘭高地的以色列空軍鷹式戰鬥機

幻象5最初是達梭應以色列空軍的要求以幻象3E為基礎開發的戰鬥轟炸機。根據1967年六日戰爭的作戰經驗，中東通常是晴朗天氣，日照充足，而當年的機載雷達設備仍未具備搜索及辨別地面目標的功能，對於中低空短距離空戰及支援地面戰的任務而言，主要依靠目視搜索和識別目標，精密複雜的機載搜索雷達用途有限，以色列空軍便提議達梭簡化幻象3E的航電設備，發展一款專門用於日間空戰及對地攻擊的版本。達梭在以色列人的建議下，把幻象3E機鼻內的搜索雷達改為只具備測距功能的測距雷達，這樣可以縮小機鼻，提供更佳的前方視野，而在座艙後方的航電艙內的設備也被移除，騰出的空間改為油箱，能夠延伸飛行距離，又可以降低成本及簡化後勤，達梭把這種簡化版的幻象3E命名為幻象5。1966年9月，以色列訂購了50架幻象5。
幻象5於1967年5月19日首飛，外型類似幻象3，除了細長的機鼻使幻象5的長度較幻象3延長了大約半米，大部分幻象5的衍生型都把皮托管（即空速管）從鼻尖移到了機鼻下方，成為幻象5獨特的識別特徵。
幻象5保留了幻象3的兩門DEFA 552型30公厘空用機炮，但在機翼和後機身的交界處增加了兩個掛架，使掛架總數增加到7個，實際最大負荷4,000公斤（8,800磅），並且不再相容SEPR火箭發動機。
因為中東地區緊張局勢升級，面對中東的阿拉伯國家以斷絕石油供應作威脅，法國總統戴高樂於1967年6月3日宣佈禁止交付以色列已經訂購的幻象5。儘管法國政府宣布禁運，達梭卻沒有中止幻象5的開發案，還繼續為以色列的訂單投產，一年後該機型完成生產，以色列向達梭支付了餘款。
1969年底，在法國試飛幻象5的以色列飛行員要求把飛機轉移到科西嘉島進行冬季訓練，同時提出購買可延伸飛行距離的機外油箱，使得法國政府起了疑心，拒絕了這項要求。經交涉後，以色列同意放棄幻象5的訂單及接受退款，這50架幻象5最後由法國空軍接收，編號幻象5F。
與幻象3E一樣，幻象5也受到外國客戶的歡迎，發展出了多種出口型號並配備多種不同航電系統。雖然幻象5最初是為良好天氣下的白天攻擊任務而設計的，在重新調整了航電後也能執行空戰任務。隨著航空電子技術的發展，幻象5的航電也更加緊湊和強大，即使後航電艙已被刪除，也可以讓幻象5不斷提升性能。
達梭還推出了雙座教練和偵查型號幻象5，分別為幻象5D和幻象5R。
幻象5銷售到了阿布達比（今阿拉伯聯合大公國）、比利時、哥倫比亞、埃及、加彭、利比亞、巴基斯坦、秘魯、委內瑞拉和薩伊（今剛果民主共和國），這些外銷的幻象5通常都帶有訂購國各自國別碼。比利時的幻象5的航電多數是美製的，埃及的幻象5使用阿爾法教練機的MS2攻擊航電。

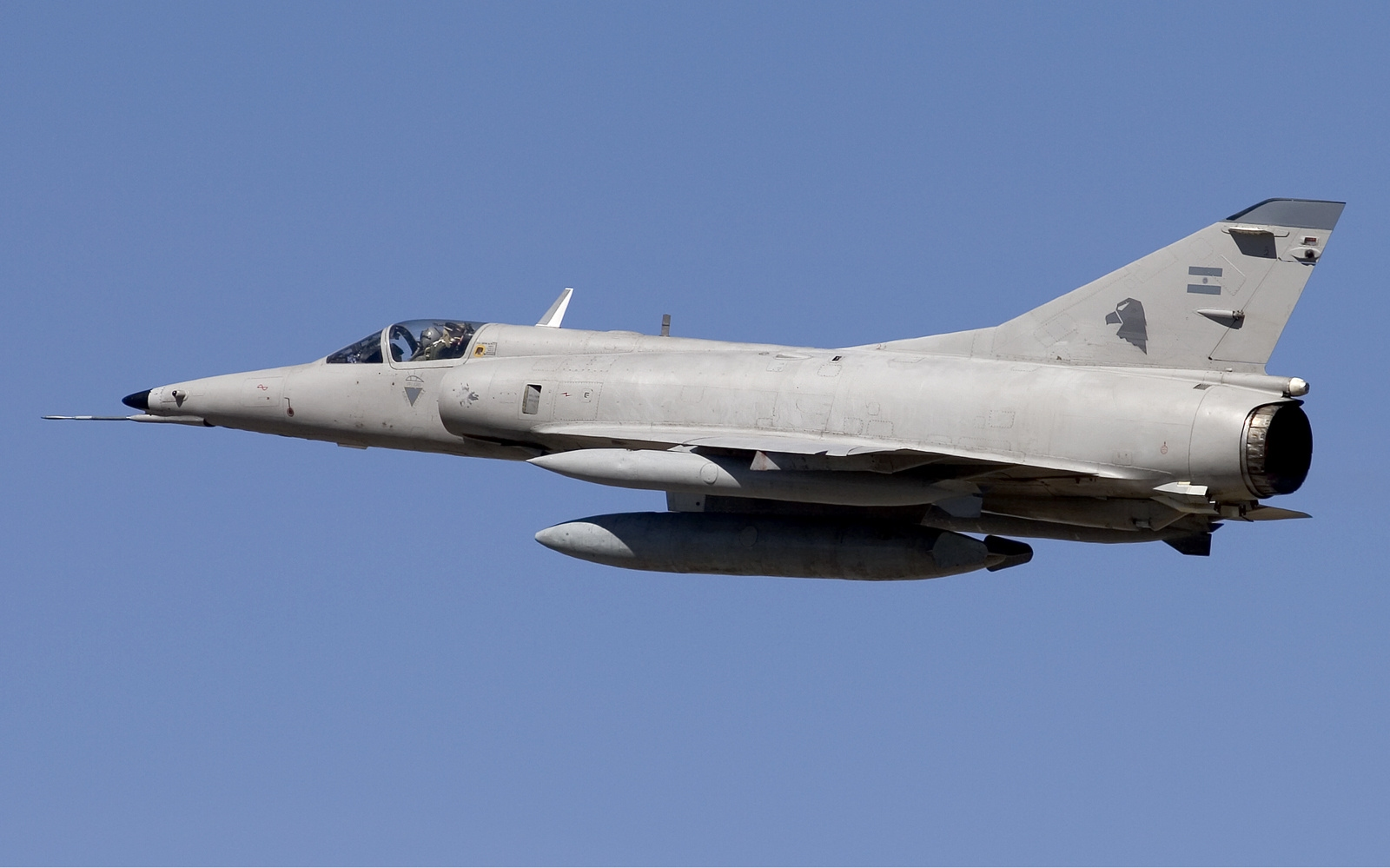
阿根廷空軍的幻象5PA MARA，2005年11月。

1978年至1980年，以色列總共向阿根廷出售了39架鷹式戰鬥機 (以色列)(35+4)，阿根廷稱為Daggers，在1982年的福克蘭戰爭中損失了2架幻象IIIEA和11架匕首後，秘魯將其10架Mirage 5轉移到阿根廷，以補充阿根廷損失。

### 授權比利時生產

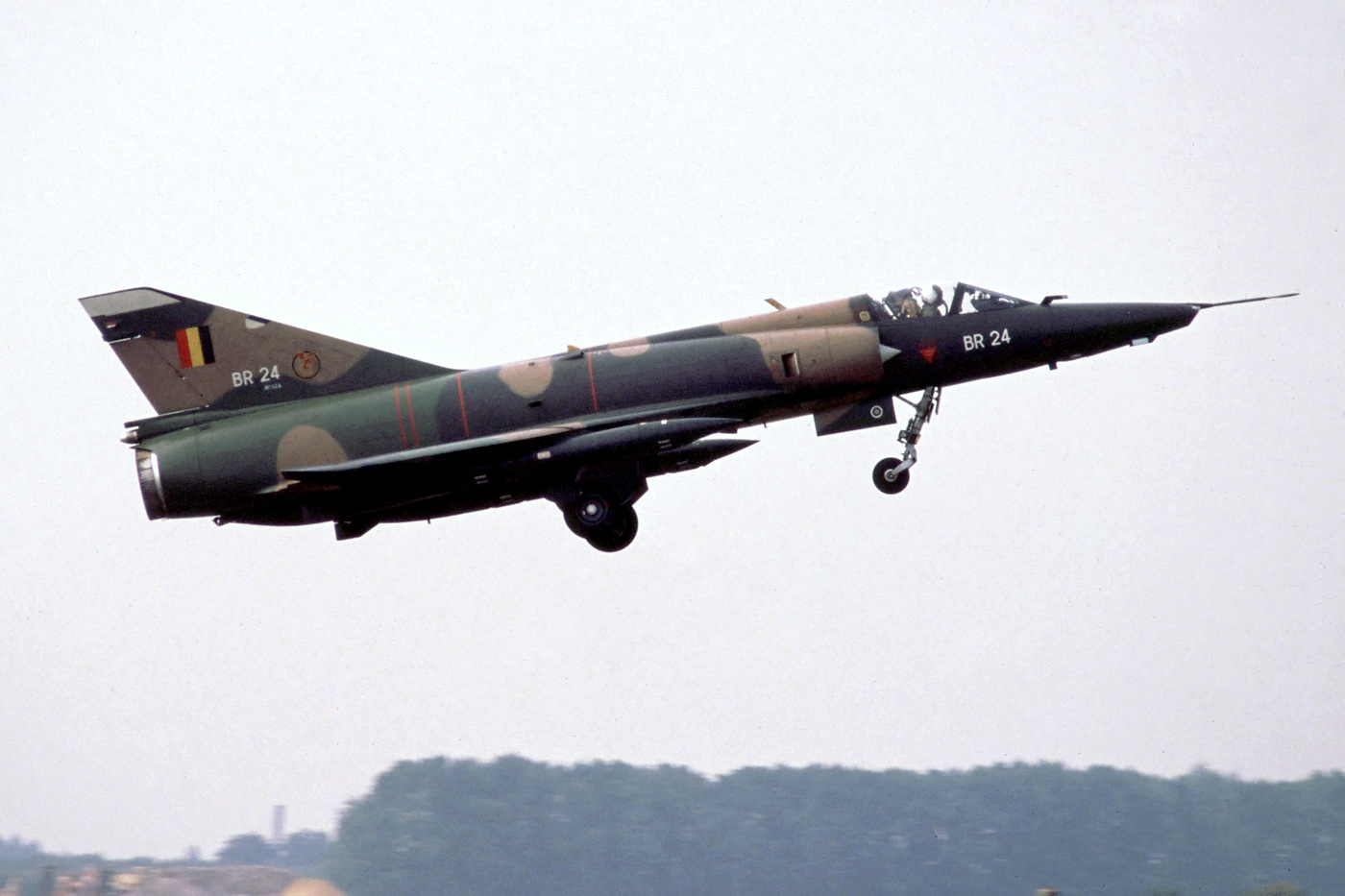
比利時空軍的Mirage 5BA起飛，攝於1989年。

1968年，比利時訂購106架幻象5戰鬥機，除第一架外，所有飛機均由比利時SABCA負責生產，SABCA生產三種型號，包括用於地面攻擊的Mirage 5BA，用於偵察的Mirage 5BR和用於訓練等的Mirage 5BD。

### 幻象50誕生
使用Atar 09K-50引擎的幻象5改進型被稱為幻象50，在1970年代推出，Atar 09K-50使幻象50的起飛和爬升特性優於原本的幻象5，此外，幻象50還更新航空電子設備，例如Cyrano IV雷達系統，但由於第一代幻象系列已過時，因此在出口銷售中並未受到歡迎。
1990年，達梭將一批委內瑞拉空軍的幻象3E和5升級為Mirage 50，並稱為幻象50M。

### 巴基斯坦ROSE
1990年代，巴基斯坦空軍為幻象3和幻象5進行MLU程序，代號為ROSE（Retrofit Of Strike Element）。
第一階段巴基斯坦空軍採購了33架前澳大利亞皇家空軍的幻象3戰鬥機並升級為ROSE I，1990年代末期分兩批從法國空軍採購了二手的幻象5F戰鬥機。

## 型號
- Mirage 5：單座戰鬥機
  - Mirage 5AD：阿拉伯聯合大公國空軍的Mirage 5，交付12架
  - Mirage 5EAD：阿拉伯聯合大公國空軍的戰鬥轟炸機，交付14架
  - Mirage 5BA：使用美製航電系統的比利時空軍Mirage 5，交付63架，其中62架授權比利時SABCA生產
  - Mirage 5COA：哥倫比亞空軍的Mirage 5，交付14架
  - Mirage 5D：利比亞空軍的單座對地攻擊型，交付53架
  - Mirage 5DE：利比亞空軍的戰鬥轟炸型
  - Mirage 5F：法國空軍的單座對地攻擊型，交付50架均為原以色列空軍的mirage 5J
  - Mirage 5G：加彭空軍的mirage 5，交付3架
  - Mirage 5G-2：加彭空軍升級型，
  - Mirage 5J：以色列空軍的mirage 5，共50架均因禁運轉而交付法國空軍
  - Mirage 5M：薩伊空軍的mirage 5，建造14架但因財政問題僅交付8架
  - Mirage 5MA Elkan：升級型的mirage 5BA，交付智利空軍
  - Mirage 5P：祕魯空軍的mirage 5，交付22架
  - Mirage 5P Mara：阿根廷空軍的mirage 5P升級型（原祕魯空軍所有）
  - Mirage 5P3：祕魯空軍的mirage 5升級版，交付10架
  - Mirage 5P4：祕魯空軍的mirage 5升級版，建造2架，其餘升級自舊機
  - Mirage 5PA：巴基斯坦空軍的mirage 5，交付28架
  - Mirage 5PA2：巴基斯坦空軍的mirage 5，交付28架
  - Mirage 5PA3：巴基斯坦空軍裝有飛魚反艦飛彈的對艦攻擊版mirage 5
  - Mirage 5SDE：與mirage IIIE相當的埃及空軍的戰鬥轟炸型，交付54架
  - Mirage 5E2：埃及空軍的mirage 5，交付16架
  - Mirage 5V：委內瑞拉空軍的單座對地攻擊型mirage 5，交付6架
- Mirage 5R：單座偵查機
  - Mirage 5BR：比利時空軍的偵查型，衍生自mirage 5BA，交付27架其中23架授權比利時生產
  - Mirage 5COR：哥倫比亞空軍的mirage 5R，交付2架
  - Mirage 5DR：利比亞空軍的mirage 5R，交付10架
  - Mirage 5RAD：阿拉伯聯合大公國空軍的mirage 5R，交付3架
  - Mirage 5SDR：埃及空軍的mirage 5R，交付6架
- Mirage 5Dx：雙座教練機
  - Mirage 5BD：比利時空軍的雙座教練型，衍生自mirage 5BA，交付16架其中15架授權比利時生產
  - Mirage 5COD：哥倫比亞空軍的雙座教練機，交付2架
  - Mirage 5DAD：阿拉伯聯合大公國空軍的雙座教練機，交付3架
  - Mirage 5DD：利比亞空軍的雙座教練機，交付15架
  - Mirage 5DG：加彭空軍的雙座教練機，交付4架（1978年和1984年各交付2架）
  - Mirage 5DM：薩伊空軍的雙座教練機，交付3架
  - Mirage 5DP：祕魯空軍的雙座教練機，交付4架
  - Mirage 5DP3：祕魯空軍升級型，建造2架，其餘升級自Mirage 5DP
  - Mirage 5DPA2：巴基斯坦空軍的雙座教練機，交付2架
  - Mirage 5MD Elkan：升級後的Mirage 5BD，交付智利空軍
  - Mirage 5SDD：埃及空軍的雙座教練機，交付6架
- Mirage 50：單座多用途戰鬥轟炸機/地面攻擊機
  - Mirage 50C：智利空軍的Mirage 50，交付6架
  - Mirage 50FC：改裝自mirage 5F，交付智利空軍8架
  - Mirage 50DC：智利空軍的雙座教練型，交付3架
  - Mirage 50CN Pantera：以色列升級的Mirage 50C和mirage 50FC，由13架Mirage 50C、mirage 50FC和2架Mirage 50DC升級
  - Mirage 50EV：委內瑞拉空軍的升級型mirage 5V。
  - Mirage 50DV：委內瑞拉空軍升級型mirage 5DV，類似於Mirage 50EV ，建造1架並升級既有的2架，厄瓜多空軍亦有使用。

## 使用國

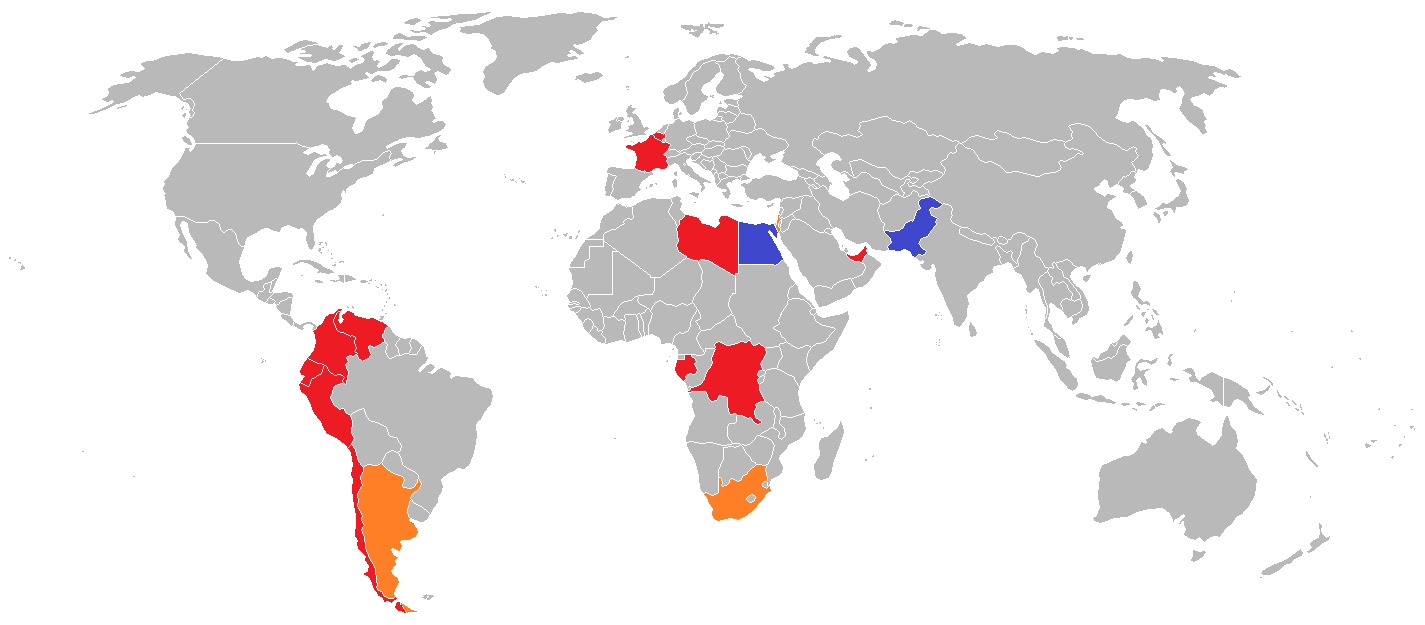
幻象5現役（藍）和退役（紅），橙色為以色列鷹式使用國

### 現役
- 加彭：11架幻象5[4]
  - 加彭空軍：1架現役[5]。
- 巴基斯坦：
  - 巴基斯坦空軍：112架，ROSE計劃（英语：Project ROSE）下進行升級[4]，將由JF-17汰換。
- 利比亞

### 退役
- ：32架[6]
- 阿根廷：23架、10架Mirage 5P和39架以色列製造的鷹式戰鬥機[7][4][8]
- 比利时：106架[4][9]
- 智利：41架，25架Mirage 5M ELKAN和16架Mirage 50[4]
- 哥伦比亚：18架[4]
- ：6架幻象50[4]
- 埃及：68架[4]
- 法國：50架[10]
- 以色列：61架自製鷹式戰鬥機[7]
- 利比亞：110架[4][11]
- 秘魯：41架[4]
- 沙烏地阿拉伯：1974年 -> 24架Mirage 5SDE、6架Mirage 5SDD、8架Mirage SDR和16架Mirage 5E2
- 南非：5架以色列製鷹式戰鬥機，日後升級為獵豹戰鬥機（英语：Atlas Cheetah）[7]
- 委內瑞拉：25架，7架Mirage 5和18 架Mirage 50[4]
- ：17架[4]

## 資料來源